# Dobrobąd
Dobrobąd — staropolskie imię męskie, zrekonstruowane na podstawie nazwy miejscowości. Składa się z członu Dobro- ("dobry") i -bąd ("być", pierwotnie "róść, dojrzewać, stawać się"). Przypuszczalnie imię to znaczyło: "bądź/stań się/jesteś/będziesz dobry". Imię Dobrobud występuje w językach: czeskim, serbskim, chorwackim i łużyckim.  
Dobrobąd imieniny obchodzi 7 września.